# Belgisch-Nederlands

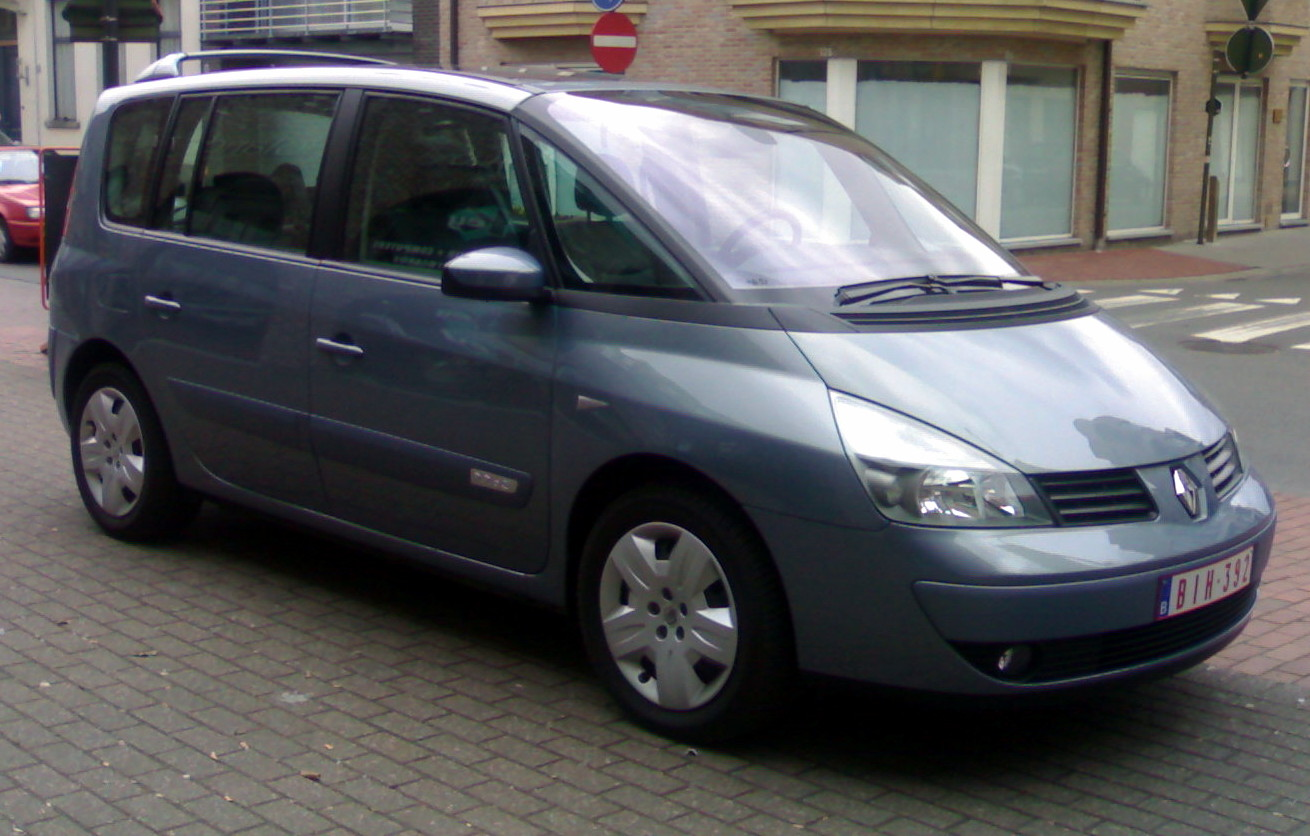
Een berline, break, of monovolume? (in Nederland respectievelijk sedan, stationwagen en MPV)

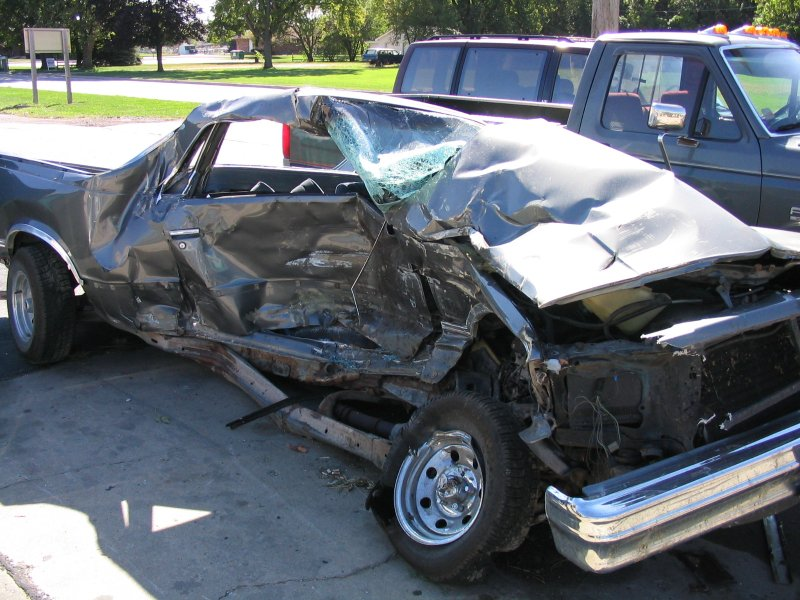
Total loss of perte totale?

Belgisch-Nederlands of Zuid-Nederlands is de aanduiding voor woorden, uitdrukkingen en grammaticale constructies die alleen in de Belgische variant van het Standaardnederlands algemeen voorkomen.
Vooral in Vlaanderen (de provincies Oost-Vlaanderen, West-Vlaanderen, Antwerpen, Limburg en Vlaams-Brabant) is de benaming Zuid-Nederlands in zwang, een verwijzing naar de ligging van Vlaanderen binnen het Nederlandse taalgebied. In Nederland kan die term ook verwijzen naar het Nederlands zoals dat gesproken wordt in heel het Nederlands taalgebied, dus inclusief de zuidelijke provincies van Nederland. De Grote Van Dale duidt Belgisch-Nederlands aan met "Belg.", al dan niet met "niet alg." erbij.
'Belgisch-Nederlands' kan ook betrekking hebben op een verschil in betekenis van een en hetzelfde woord. Zo kennen Vlamingen een steelpan, in het bijzonder een koekenpan, simpelweg als een 'pan' of een 'bakpan', alle andere pannen worden meestal 'potten' genoemd. Als men in Vlaanderen (vooral in de provincies West-Vlaanderen en Oost-Vlaanderen) van een 'bedpan' spreekt (niet te verwarren met 'beddenpan' overigens), bedoelt men dan weer meestal een po of kamerpot. Het woord is in deze betekenis verouderd in Nederland en wordt voornamelijk gebruikt voor ondersteken, speciale po's om in bed te zetten wanneer men het bed niet uit kan/mag in een ziekenhuis. Dit voorwerp lijkt ook enigszins op een koekenpan, eventueel zonder de steel.

## Algemeen Belgisch-Nederlands
De Nederlandse Taalunie erkent dat er een duidelijke geografische variatie bestaat tussen de standaardtaal in Vlaanderen en Nederland. Zij definieert "standaardtaal in België" als "het Nederlands dat algemeen bruikbaar is in het publieke domein in België, dat wil zeggen in alle belangrijke sectoren van het openbare leven, zoals het bestuur, de administratie, de rechtspraak, het onderwijs en de media".
Enkele voorbeelden van woorden die tot de standaardtaal in Vlaanderen horen, maar niet tot de standaardtaal in het hele Nederlandse taalgebied:
- kriek (zure kers, morel, Prunus cerasus)
- dampkap (afzuigkap)[3]
- verwittigen (waarschuwen, inlichten)[4]
- rondpunt (rotonde)[5]
- droogkuis (stomerij)[6]
- kleedje (jurk)[7]

Verder zijn er ook woorden die veelvuldig worden gebruikt in Vlaanderen, maar niet tot de Vlaamse standaardtaal horen; enkele voorbeelden:
- beenhouwer (slager)
- kuisen (schoonmaken)
- plezant (leuk)
- vaak hebben (slaperig zijn)
- tjeef
- sos (socialist)
- kwacht (kwagt)

Daarnaast zijn er ook nog grammaticale verschillen. In Nederland spreekt men van een vervoerbewijs en belastingaangifte, terwijl men in Vlaanderen spreekt van een vervoersbewijs en belastingsaangifte.

## Belgicismen

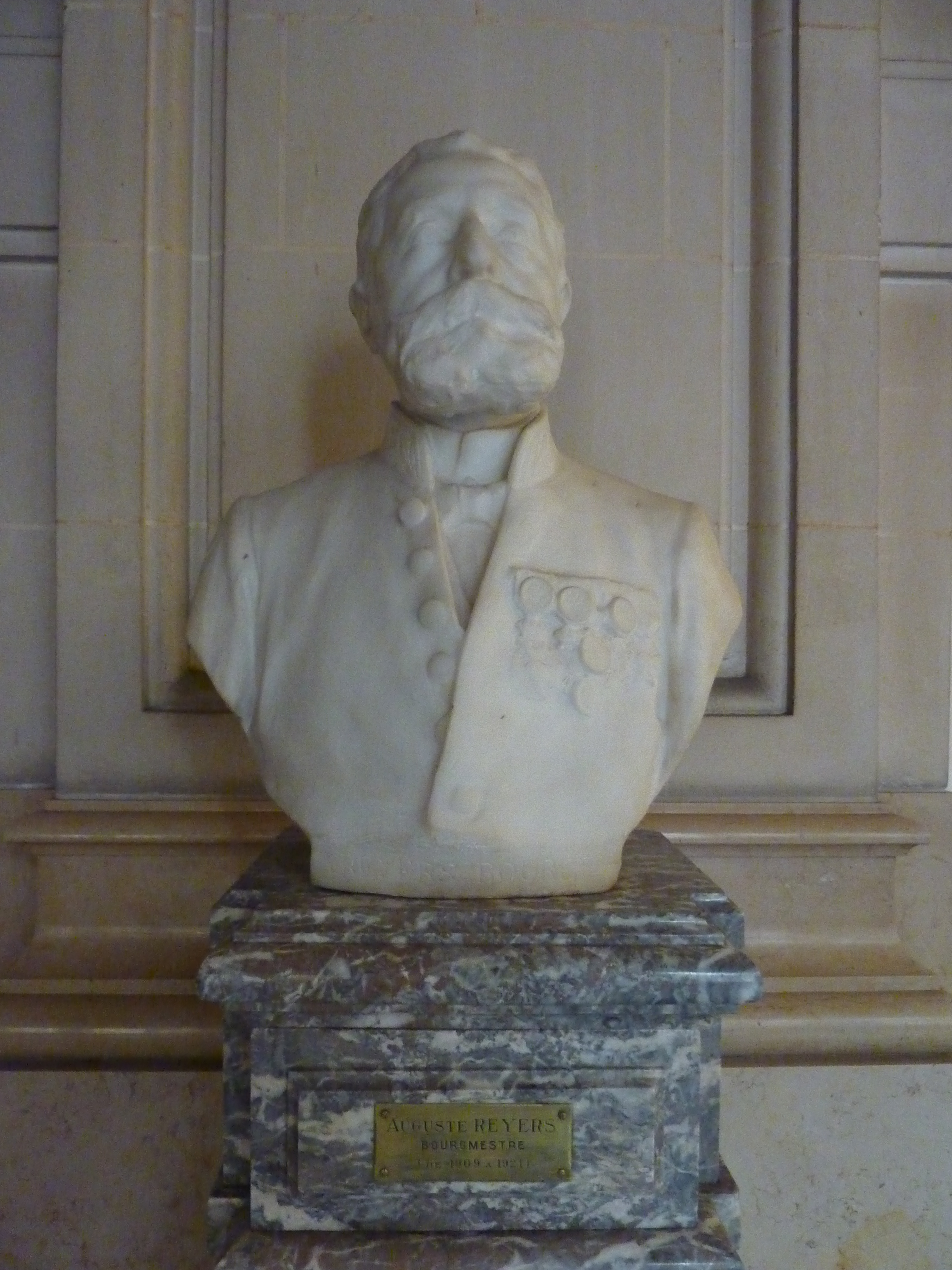
Buste van "Auguste Reyers Bourgmestre" (van Schaarbeek: 1909-1921)

Een belgicisme is een woord dat of een uitdrukking die alleen in de Belgische variant van het Nederlands voorkomt. Sommige worden zelden gebruikt, andere worden dagelijks gebruikt en worden in Vlaanderen tot de verzorgde standaardtaal gerekend. Veel belgicismen zijn leenwoorden en letterlijk uit het Frans vertaalde woorden of uitdrukkingen (gallicismen), andere zijn als reactie daarop juist opmerkelijk puristisch, zoals droogzwierder voor centrifuge, en duimspijker voor punaise. Tussen de belgicismen bevinden zich veel woorden die in het algemeen Nederlands als verouderd, formeel of puristisch beschouwd worden. Bovendien vinden veel belgicismen hun oorsprong in de Belgische officiële nomenclatuur. Zo is in Nederland misdaad geen juridisch begrip, maar in België wel.
In de spreektaal kent het Belgisch-Nederlands ook verbuigingen naar (mannelijk) woordgeslacht, onder meer bij lidwoorden, bezittelijke voornaamwoorden en bijvoeglijke naamwoorden, die in het Standaardnederlands geheel verdwenen zijn (zie: tussentaal).
Een woord dat enkel in het Belgisch-Frans (in Wallonië en Brussel) voorkomt, wordt óók een belgicisme genoemd. Voorbeelden hiervan zijn de woorden pensionné of bourgmestre, die alleen in Franstalig België gebruikt worden (als vertaling van respectievelijk gepensioneerd en burgemeester). Een ander voorbeeld is het gebruik van septante en nonante in plaats van soixante-dix en quatre-vingt-dix. Deze telwoorden zijn ook in Zwitserland gangbaar.

## Zie ook

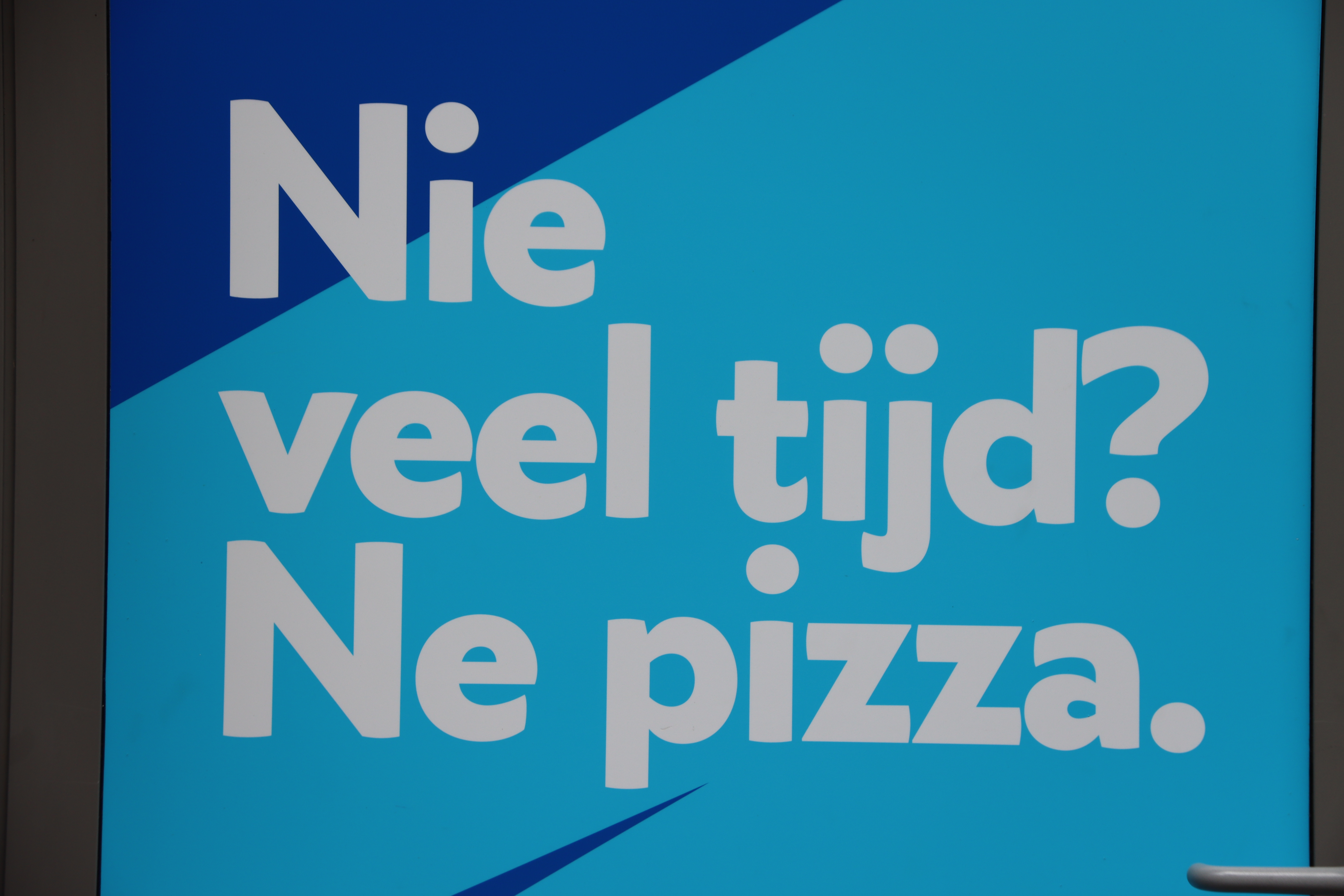
Vlaamse tussentaal